# 클라우드 컬트
클라우드 컬트(Cloud Cult)는 미국 미네소타주 출신 인디 록 밴드이다.

## 멤버
- 크레이그 미노와(Craig Minowa) - 보컬
- 알렌 파이퍼(Arlen Peiffer) - 드럼
- 세라 영(Sarah Young) - 첼로
- 섀넌 프리드(Shannon Frid) - 바이올린
- 숀 니어리(Shawn Neary) - 베이스
- 코니 미노와(Connie Minowa)
- 스콧 웨스트(Scott West)

## 음반 목록
- 《The Shade Project》(1998년)
- 《Who Killed Puck?》(2000년)
- 《Lost Songs from the Lost Years》(2002년)
- 《They Live on the Sun》(2003년)
- 《Aurora Borealis》(2004년)
- 《Advice from the Happy Hippopotamus》(2005년)
- 《The Meaning of 8》(2007년)
- 《Feel Good Ghosts (Tea-Partying Through Tornadoes)》(2008년)